# Harold Barrowclough

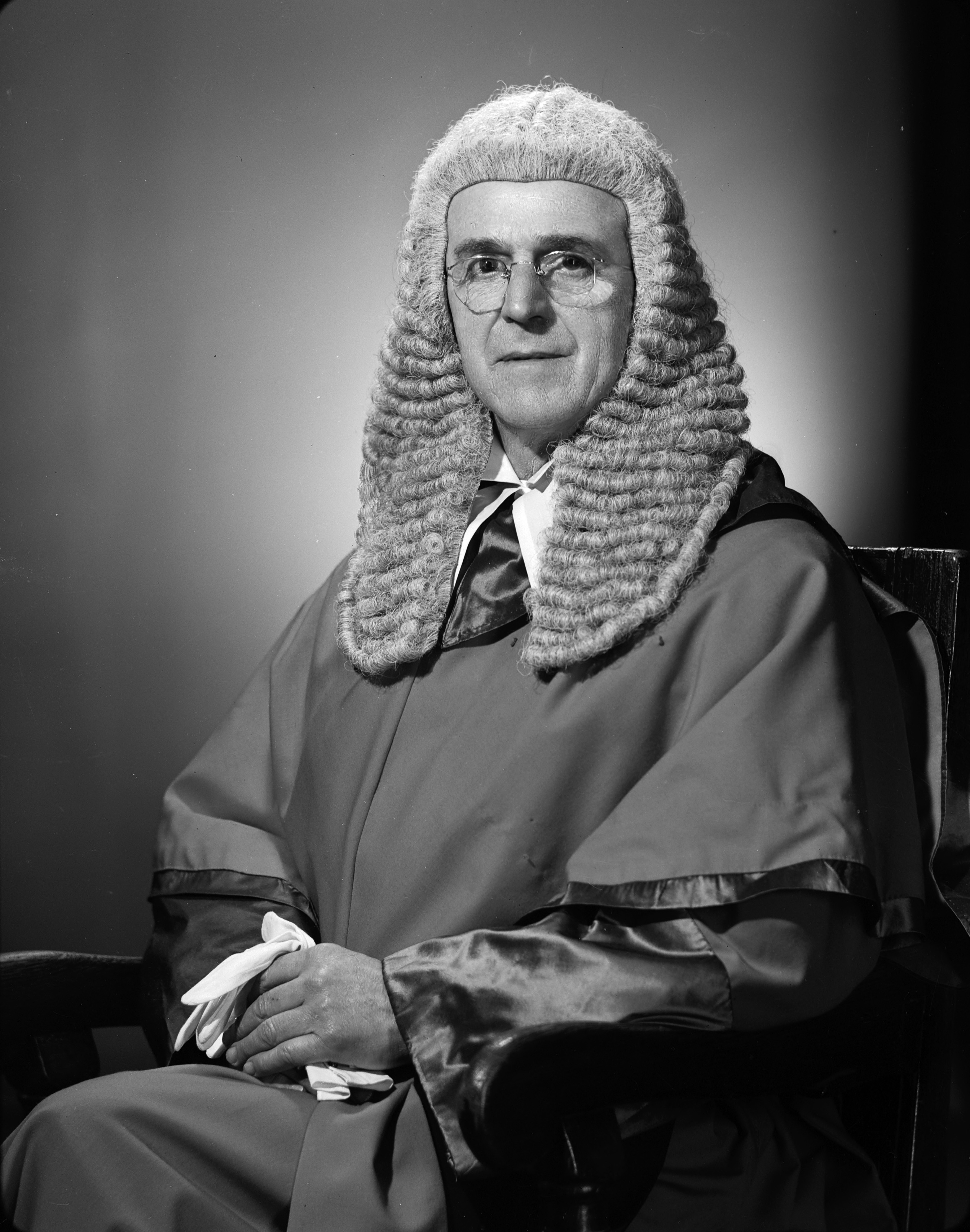
Harold Barrowclough als Chief Justice (1954)

Sir Harold Eric Barrowclough, KCMG, CB, DSO&Bar, MC, ED, PC (* 23. Juni 1894 in Masterton, Neuseeland; † 4. März 1972 in Auckland) war ein neuseeländischer Generalmajor und Jurist, der während des Zweiten Weltkrieges Kommandeur verschiedener Verbände der New Zealand Army sowie zwischen 1953 und 1966 Präsident des Obersten Gerichtshofes (Chief Justice of the Supreme Court) war.

## Leben

### Studium und Erster Weltkrieg
Barrowclough, Sohn des Bauingenieurs und späteren Lehrers Alfred Ernest Barrowclough und dessen Ehefrau Hannah Sibthorpe Gault, absolvierte seine schulische Ausbildung zwischen 1907 und 1912 an der Palmerston North Boys’ High School und gehörte dort zum Debattierclub sowie zur Rugby-Mannschaft. Aufgrund seiner schulischen Leistungen erhielt er ein Stipendium mit dessen Hilfe er 1913 ein Studium der Rechtswissenschaften an der University of Otago begann. Während des Studiums lebte er im Knox College und trat zugleich den Territorialstreitkräften (Territorial Force) bei. Im Januar 1915 trat er während des Ersten Weltkrieges der New Zealand Expeditionary Force (NZEF) bei und wurde im Mai 1915 als Leutnant (Second Lieutenant) zur New Zealand Rifle Brigade (Earl of Liverpool’s Own) versetzt, der sogenannten „The Dinks“. Bereits im Oktober 1915 wurde er zum Oberleutnant (First Lieutenant) befördert und für den Einsatz in Übersee vorgesehen. Aufgrund seiner herausragenden Verdienste wurde er im März 1916 zum Hauptmann (Captain) befördert und im Juli 1916 Kompaniechef. Aufgrund seiner Verdienste während der Schlacht an der Somme bei Flers am 30. September 1916 wurde ihm das Military Cross (MC) sowie das französische Croix de guerre verliehen.
Nachdem sich Barrowclough von einer im Juni 1917 erlittenen Verwendung erholt hatte, wurde ihm der vorübergehende Dienstgrad eines Majors (Temporary Major) verliehen und er daraufhin stellvertretender Kommandeur des Reservebataillons der Rifle Brigade. Im August 1918 erhielt er den vorübergehenden Dienstgrad als Oberstleutnant (Temporary Lieutenant Colonel) und übernahm den Posten als Kommandeur des 4. Bataillons der Rifle Brigade. Aufgrund von Tapferkeit und hervorragenden Vorgesetztenqualitäten bei einem Einsatz im September 1918 wurde ihm der Distinguished Service Order (DSO) verliehen. Für weitere Verdienste bei der Rückeroberung von Le Quesnoy am 4. November 1918 wurde er mit seiner Einheit zudem im Kriegsbericht erwähnt (Mentioned in dispatches). Nach Kriegsende absolvierte er das Fortbildungsprogramm der NZEF in Frankreich und in Deutschland, ehe er nach Neuseeland zurückkehrte und am 29. Juli 1919 aus dem aktiven Militärdienst ausschied.

### Rechtsanwalt, Aufstieg zum Generalmajor und Zweiter Weltkrieg
Im Anschluss setzte Barrowclough sein Studium an der University of Otago fort und schloss dieses 1921 mit einem Bachelor of Laws (LL.B.) ab. Nach Abschluss des Studiums ließ er sich als Rechtsanwalt in Dunedin nieder und unterrichtete daneben in Teilzeit als Lecturer für Rechtswissenschaften an der University of Otago. Daneben war er Offizier der Territorialstreitkräfte und zwischen Juli 1924 und Juni 1929 Kommandeur des Otago Infantry Regiment. Nach seiner Beförderung zum Oberst (Colonel) im August 1930 wurde er Kommandeur der 3. Infanteriebrigade (3rd New Zealand Infantry Brigade). Diesen Posten legte er jedoch Mitte 1931 nieder, nachdem er Partner der in Auckland ansässigen Anwaltskanzlei Russell, McVeagh, Bagnall and Macky wurde und dort bald anerkanntes Mitglied der Anwaltskammer war. Während dieser Zeit gehörte er 1936 zu den führenden Personen der National Defence League of New Zealand, die sich zur Ausweitung der Verteidigungsbereitschaft Neuseelands einsetzte. Darüber hinaus gehörte er zu einer Gruppe von vier ehemaligen Obristen der Territorialstreitkräfte, die 1938 die Verteidigungspolitik der Regierung nachhaltig kritisierten.
Während des Zweiten Weltkrieges wurde Barrowclough im Februar 1940 zum Kommandeur der 6. Infanteriebrigade (6th New Zealand Infantry Brigade) und am 1. Mai 1940 zum Brigadegeneral (Brigadier) befördert. Zugleich wurde er nach Europa gesandt, wo er zunächst für kurze Zeit eine improvisierte Brigade kommandierte, ehe er im Oktober 1940 wieder das Kommando über die mittlerweile nach Griechenland verlegte 6th New Zealand Infantry Brigade übernahm. Während des letztlich fehlgeschlagenen Balkanfeldzuges 1941, der sogenannten „Unternehmen Marita“, wurde ihm zum 10. April 1942 das Kriegskreuz von Griechenland verliehen und er abermals im Kriegsbericht erwähnt. In der Folgezeit nahm er ab November 1941 an der als Operation Crusader bekannten Winterschlacht in Afrika teil und wurde für seine Verdienste bei Sidi Rezegh mit einer Spange zum DSO ausgezeichnet.

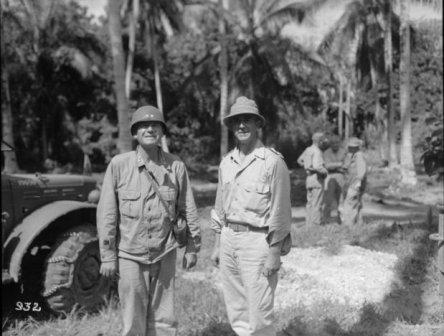
Generalmajor Barrowclough (rechts) mit Generalleutnant Oscar Griswold, Kommandierender General des XVI. US-Korps (1944)

Im Frühjahr 1942 wurde Barrowclough auf Empfehlung von General Bernard Freyberg zum Kommandeur der New Zealand Expeditionary Force (NZEF) im Pazifikraum mit Hauptquartier in Fidschi nominiert, konnte diese Funktion aufgrund einer Erkrankung jedoch nicht antreten. Stattdessen wurde er nach seiner Genesung Kommander der 1. Infanteriedivision (1st New Zealand Infantry Division), die als sogenannte Northern Division für die Verteidigung des Nordteils der Nordinsel zuständig war. Nachdem Generalmajor Owen Mead am 25. Juli 1942 ums Leben gekommen war, wurde er jedoch tatsächlich Kommandeur der aus der 3. Infanteriedivision (3rd New Zealand Infantry Division) bestehenden NZEF im Pazifikraum in Fidschi. Diese Division nahm zwischen September 1943 und Februar 1944 an drei erfolgreichen Operationen teil, und zwar der Befreiung der Insel Vella Lavella von der Kaiserlich Japanischen Armee (September bis Oktober 1943), bei der Eroberung der Treasury-Inseln (Oktober bis November 1943) sowie der Eroberung der Green Islands (Januar bis Februar 1944). Bei der am längsten dauernden Schlacht um die Green Islands befehligte er einen Truppenverband von 16.500 Soldaten, von denen zwei Drittel Angehörige der US Army waren, und baute dabei seine Anerkennung durch die USA als Kommandeur eines alliierten Großverbandes bei umfangreichen Operationen aus. Im Anschluss wurde sein Verband im Frühjahr 1944 zunächst verkleinert sowie schließlich im Oktober 1944 aufgelöst. Im Anschluss war er zwar für verschiedene Verwendungen vorgesehen, trat jedoch keine an und wurde schließlich im November 1945 zur Reserve abgeordnet. Für seine langjährigen Verdienste wurde er Companion des Order of the Bath (CB) sowie ferner Kommandeur des US-amerikanischen Legion of Merit.

### Chief Justice
Nach Kriegsende nahm Barrowclough seine Tätigkeit als Rechtsanwalt wieder auf. 1953 war er Vorsitzender einer Ausschusses zur Untersuchung der Reform der neuseeländischen Krankenhäuser, ehe er am 17. November 1953 als Nachfolger von Humphrey O’Leary Präsident des Obersten Gerichtshofes (Chief Justice of the Supreme Court) wurde. 1954 wurde er zum Knight Commander des Order of St. Michael and St. George (KCMG) geschlagen und führte fortan den Namenszusatz „Sir“. Darüber hinaus wurde er 1954 Mitglied des Privy Council (PC) sowie Ehrendoktor der Rechtswissenschaften (Honorary LLD) der University of Otago. Als Chief Justice setzte er sich nachhaltig für die Gründung eines ständigen Berufungsgerichtshofes (Court of Appeal) ein, zu der es nach längeren Verhandlungen 1957 kam. Im Januar 1966 trat er als Chief Justice zurück und wurde am 18. Januar 1966 durch Richard Wild abgelöst.
Barrowclough war seit dem 6. Januar 1921 bis zu deren Tod 1964 mit Mary Ogilvy Duthie verheiratet. Aus dieser Ehe gingen zwei Söhne und eine Tochter hervor.